# Lago de Itaipu
O lago de Itaipu é um lago na fronteira Brasil–Paraguai formado artificialmente, em 1982, no rio Paraná, com o fechamento das comportas do canal de desvio da Usina Hidrelétrica de Itaipu. Compreende uma área de 1 350 km², sendo 770 km2 no lado brasileiro e 580 km2 do lado paraguaio. Integra, ainda, 66 pequenas ilhas, das quais 44 estão no lado brasileiro e 22 na margem paraguaia.

## Etimologia
Itaipu é uma palavra de origem tupi que significa "barulho do rio das pedras" ou "rio barulhento das pedras", através da junção de itá (pedra), y (água, rio), e pu (barulho). Itaipu era o nome da pequena ilha que havia perto do local de construção da barragem.

## Aspectos geográficos

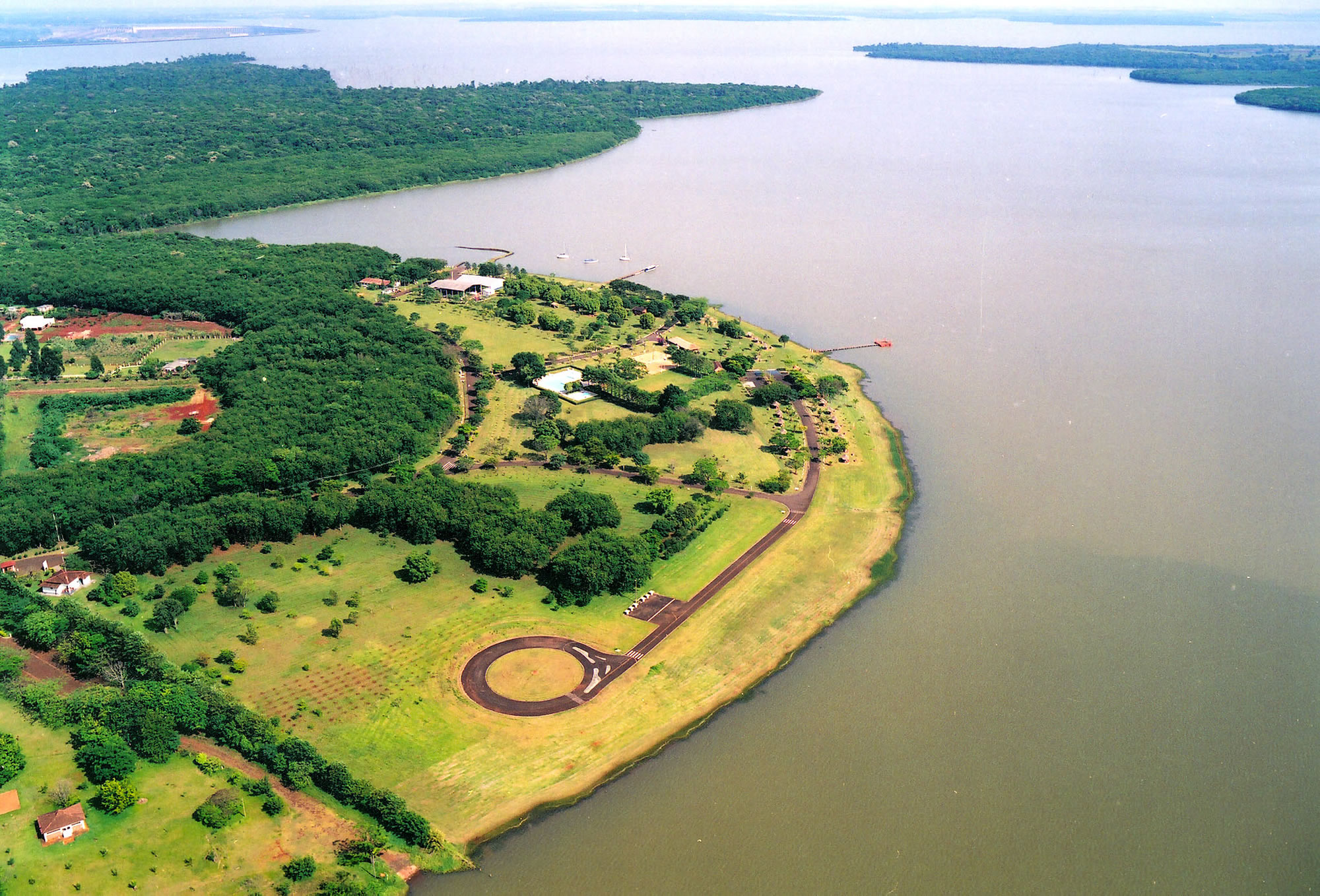
Vista aérea do lago.

No ponto de encontro dos limites de Mato Grosso do Sul com o departamento paraguaio de Canindeyú, Paraná-Mato Grosso do Sul e Paraná-departamento de Canindeyú situavam-se os saltos de Sete Quedas, constituídos pelo rio Paraná quando o curso de água desce do planalto basáltico ao desfiladeiro que o levava à planície platina. Em 1982 o lago da represa da Usina Hidrelétrica de Itaipu submergiu os dois saltos, diante de manifestação contrárias de ambientalistas.
Às margens do lago de Itaipu, 15 municípios brasileiros pertencentes ao Estado do Paraná, sendo: Diamante d'Oeste; Entre Rios do Oeste; Foz do Iguaçu; Guaíra; Itaipulândia; Marechal Cândido Rondon; Mercedes; Missal; Pato Bragado; Santa Helena; Santa Terezinha de Itaipu; São José das Palmeiras; São Miguel do Iguaçu; Terra Roxa.
Um município brasileiro pertencente ao Estado do Mato Grosso do Sul, sendo Mundo Novo. Esses municípios lindeiros recebem 85% dos 65% dos recursos destinados as prefeituras que têm direito aos royalties. Sendo mais beneficiados porque foram diretamente atingidos pela formação do reservatório da usina.

## Turismo

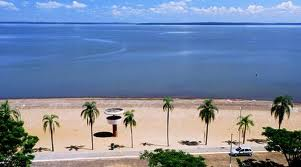
Terminal Turístico Alvorada de Itaipu, em Santa Terezinha de Itaipu.

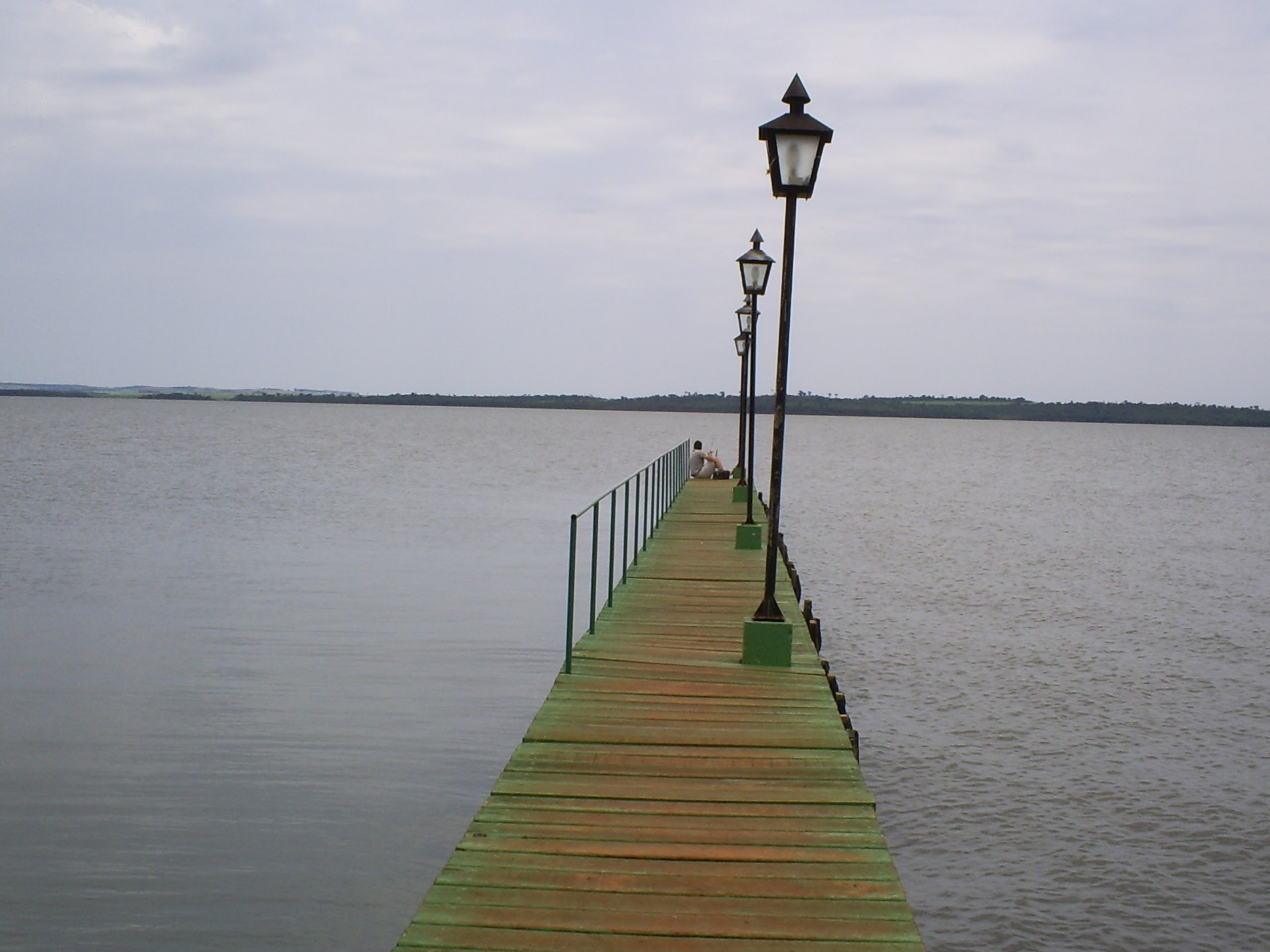
Trapiche, em Porto Mendes.

O lago de Itaipu tornou-se um importante produto turístico da região oeste do Paraná. Para estimular o desenvolvimento do turismo sustentável, os dezesseis municípios banhados pelo Lago de Itaipu fundaram em 1990, em parceria com a Itaipu Binacional, o Conselho de Desenvolvimento dos Municípios Lindeiros ao Lago de Itaipu. Com representantes das Prefeituras Municipais, Câmaras de Vereadores e Associações Comerciais dos municípios ribeirinhos, o Conselho promove o desenvolvimento socioeconômico urbano e rural da região.
Entre as parcerias desenvolvidas, está o programa "Caminhos do Turismo Integrado ao Lago de Itaipu". Resultado da união do Conselho de Desenvolvimento dos Municípios Lindeiros ao Lago de Itaipu e Sebrae/PR, o programa é gerido pelo Instituto de Turismo e Eventos Caminhos ao Lago de Itaipu. É, dele, a responsabilidade por comercializar e auxiliar o Conselho e o SEBRAE no fomento do turismo regional.
Com o programa, os municípios possibilitam, ao visitante de Foz do Iguaçu, conhecer áreas naturais, espaços e manifestações culturais, além de opções de turismo rural, ecológico, gastronômico e religioso.
Os roteiros incluem pontos turísticos variados que colocam o turista em contato com as culturas italiana, germânica e indígena, com apresentações de canto, dança e fabricação de artesanatos, além de pratos à base de peixe como pintado na telha, cucas, bolachas e geleias artesanais. Quem visita, por exemplo, Foz do Iguaçu também pode participar de atividades naturais, como caminhadas e observação de fauna e flora, além de atrativos relacionados à água, como passeios de barco e pesca esportiva ao longo do Lago de Itaipu.

## Meio ambiente
Análises realizadas desde 1986 conseguiram identificar a biodiversidade da região. De acordo com os estudos, na área que compreende a faixa de proteção do reservatório, reservas e refúgios localizados na margem brasileira do Lago de Itaipu, existem 305 espécies de aves, 44 espécies de mamíferos e 37 de répteis. Na margem paraguaia, onde a mata nativa não foi tão impactada, já foram observadas 409 espécies de aves e 62 espécies de mamíferos.